# F.T. Island
FTISLAND (kor. 에프티 아일랜드, jap. エフティー・アイランド) – rockowy zespół pochodzący z Korei Południowej, założony w Seulu w 2007 r. przez wytwórnię FNC MUSIC – dziś znaną jako FNC Entertainment. Nazwa zespołu jest skrótem od Five Treasure Island, co tłumaczy się jako Wyspa Pięciu Skarbów. Odnosi się to do pięciu członków grupy. W Korei jest pierwszym idol bandem wokalno-instrumentalnym grającym muzykę k-pop i k-rock. Od samego początku istnienia na rynku muzycznym mocno odbiega od rynkowego stereotypu boysbandu, dużo bardziej chce pokazać swoje umiejętności muzyczne niż swój wygląd. Jest też pierwszym zagranicznym męskim zespołem, który zdobył 1. miejsce zestawienia Oricon Daily Album Chart. i przez 2 kolejne dni był nie do pokonania w tym zestawieniu. Na ten historyczny moment czekano 42 lata. FTISLAND dokonał tego ze swoim pierwszym pełnym albumem studyjnym FIVE TREASURE ISLAND – wydanym w Japonii.
Oficjalny fanklub FTISLAND nazywa się Primadonna, tak jeden z ich utworów z debiutanckiego krążka – Cheerful Sensibility. Fani pochodzą z różnych krajów świata. Oficjalnym kolorem zespołu jest kolor żółty.

## Członkowie
| Imię i nazwisko | Hangul | Pozycja w zespole                 | Instrumenty, na których gra/wokal                                 | Data urodzenia         |
| --------------- | ------ | --------------------------------- | ----------------------------------------------------------------- | ---------------------- |
| Lee Hong-gi     | 이홍기 | twarz i członek zespołu           | główny wokal                                                      | 2 marca 1990(dts)      |
| Lee Jae-jin     | 이재진 | członek zespołu                   | gitara basowa, wokal                                              | 17 grudnia 1991(dts)   |
| Song Seung-hyun | 송승현 | członek zespołu od 2009 r.        | gitara elektryczna/akustyczna, wokal, rap                         | 21 sierpnia 1992(dts)  |
| Choi Min-hwan   | 최민환 | członek zespołu                   | perkusja, wokal                                                   | 11 listopada 1992(dts) |
|                 |        |                                   |                                                                   |                        |
| Oh Won-bin      | 오원빈 | członek zespołu do 2009 r.        | gitara akustyczna/elektryczna, harmonijka ustna, wokal, rap       | 26 marca 1990(dts)     |
| Choi Jong-hoon  | 최종훈 | członek zespołu do 2019 r., lider | gitara akustyczna/elektryczna/cyfrowa, fortepian, keyboard, wokal | 7 marca 1990(dts)      |

## Historia
FTISLAND swoją karierę muzyczną rozpoczął jeszcze przed oficjalnym debiutem. Bowiem w marcu 2007 r. wszyscy członkowie zespołu, a mianowicie: Choi Jong-hoon, Lee Hong-gi, Oh Won-bin, Lee Jae-jin i Choi Min-hwan, pojawili w koreańskim show „Wanna be my girlfriend?” emitowanym za pośrednictwem kanału telewizyjnego Mnet. Program można było oglądać od 13 marca 2007 r. przez 3 miesiące. Program miał dużo fanek. Finałowy odcinek został wyemitowany 7 czerwca 2007 r., czyli w dniu oficjalnego debiutu zespołu ukazując ich pierwszy oficjalny schowcase sceniczny, który miał miejsce 27 maja 2007 r. w Melon-Ax Hall, w Seulu. Natomiast ich debiutancki album studyjny Cheerful Sensibility oficjalnie został wydany 5 czerwca 2007 r. i trafił do sprzedaży.

### 2007: Debiut
Debiutowali jako młody zespół mocno odbiegający od ówczesnego rynkowego stereotypu idol k-pop boysband. Świetny wokal, talent do gry na wielu instrumentach, dobry repertuar, odpowiednia promocja spowodowało, że FTISLAND stali się pierwszym instrumentalnym idol k-pop/k-rock band. Przez lata zdobywają coraz to większą popularność.
FTISLAND miał być stworzony na wzór szkolnego zespołu głównie skierowanego dla nastolatków, ale dojrzałość wokalu i talentu muzycznego młodych członków sprawiła, że z czasem zdobył fanów w różnych grupach wiekowych. Jednak w 2009 roku zespół opuścił jeden z członków, Oh Won Bin, który był bardzo lubiany przez fanów, na rzecz solowej kariery. Zastąpił go trainee FNC Entertainment Song Seung Hyun, który był przygotowywany do debiutu innego zespołu CNBLUE, który do dziś jest z FTISLAND.
W Korei oficjalnie zadebiutowali 7 czerwca 2007 roku z piosenką Love Sick, wydając Cheerful Sensibility – pierwszy studio album, nad którym pracowali znani japońscy kompozytorzy. Od razu stał się hitem, był szóstym z najlepiej sprzedających się albumów w Korei Południowej.
W 2008 roku postanowiono i o debiucie w japońskim przemyśle muzycznym. Z roku na rok zyskiwali na popularności. Wydali kilka albumów, rozwinęli swoje umiejętności, aby w 2011 roku wydać mini-album Return, dzięki któremu wyszli na szczyt. W ogłaszanym od 1970 roku uplasował się na 1. miejscu zestawienia.

## FT.triple
- W roku 2009, Choi Jonghun, Choi Minhwan i Lee Jaejin, założyli podgrupę zespołu o nazwie FT.triple.

Jaejin zajął się wokalem i grą na gitarze, Minhwan perkusją, a Jonghun grą na pianinie. Ich pierwszy singiel "Love Letter" został wydany razem z albumem Double Date, jako druga część płyty, pt. Two Date.
2011

## Dyskografia

### Albumy studyjne
| 2007                                           | Cheerful Sensibility - Wydany: 7 czerwca 2007 - Wytwórnia: FNC Music - Format: CD, digital download                                              | X | —  | - KOR: 81 476+ |
| 2007                                           | The Refreshment (Vol. 1.5) - Ponowne wydanie Cheerful Sensibility - Wydany: 3 grudnia 2007 - Wytwórnia: FNC Music - Format: CD, digital download | X | —  | - KOR: 25 724+ |
| 2008                                           | Colorful Sensibility - Wydany: 22 sierpnia 2008 - Wytwórnia: FNC Music - Format: CD, digital download                                            | X | —  | - KOR: 37 998+ |
| 2008                                           | Colorful Sensibility Part 2 - Wydany: 17 października 2008 - Wytwórnia: FNC Music - Format: CD, digital download                                 | X | —  |                |
| 2009                                           | Cross & Change - Wydany: 16 lipca 2009 - Wytwórnia: FNC Music - Format: CD, digital download                                                     | X | —  |                |
| 2009                                           | Double Date - Ponowne wydanie Cross & Change - Wydany: 26 października 2009 - Wytwórnia: FNC Music - Format: CD, digital download                | X | —  |                |
| 2012                                           | Five Treasure Box - Wydany: 10 września 2012 - Wytwórnia: FNC Entertainment - Format: CD, digital download                                       | 1 | —  | - KOR: 58 508+ |
| 2015                                           | I Will - Wydany: 23 marca 2015 - Wytwórnia: FNC Entertainment - Format: CD, digital download                                                     | 1 | —  | - KOR: 47 767+ |
| 2016                                           | Where's the Truth? - Wydany: 18 lipca 2016 - Wytwórnia: FNC Entertainment - Format: CD, digital download                                         | 1 | 22 | - KOR: 41 709+ |
| 2017                                           | Over 10 Years - Wydany: 7 czerwca 2017 - Wytwórnia: FNC Entertainment - Format: CD, digital download                                             | 2 | 34 | - KOR: 29 512+ |
| Japońskie                                      | |   |    |                |
| 2009                                           | So Long, Au Revoir - Wydany: 16 grudnia 2009 - Wytwórnia: AI Entertainment - Format: CD, digital download                                        | — | 95 |                |
| 2010                                           | Japan Special Album Vol. 1 - Wydany: 15 kwietnia 2010 - Wytwórnia: Warner Music Japan - Format: CD, digital download                             | — | —  |                |
| 2011                                           | Five Treasure Island - Wydany: 18 maja 2011 - Wytwórnia: Warner Music Japan - Format: CD, digital download                                       | — | 1  | - JPN: 43 271+ |
| 2012                                           | 20 (Twenty) - Wydany: 16 maja 2012 - Wytwórnia: Warner Music Japan - Format: CD, digital download                                                | — | 4  |                |
| 2013                                           | Rated-FT - Wydany: 5 czerwca 2013 - Wytwórnia: Warner Music Japan - Format: CD, digital download                                                 | — | 3  |                |
| 2014                                           | New Page - Wydany: 28 maja 2014 - Wytwórnia: Warner Music Japan - Format: CD, digital download                                                   | — | 6  |                |
| 2015                                           | 5.....Go - Wydany: 13 maja 2015 - Wytwórnia: Warner Music Japan - Format: CD, digital download                                                   | — | 3  |                |
| 2016                                           | N.W.U - Wydany: 6 kwietnia 2016 - Wytwórnia: Warner Music Japan - Format: CD, digital download                                                   | — | 3  |                |
| 2017                                           | United Shadows - Wydany: 12 kwietnia 2017 - Wytwórnia: Warner Music Japan - Format: CD, digital download                                         | — | 3  | - JPN: 20 579+ |
| 2018                                           | Planet Bonds - Wydany: 11 kwietnia 2018 - Wytwórnia: Warner Music Japan - Format: CD, digital download                                           | — | 4  | - JPN: 18 123+ |
| "–" oznacza, że wydawnictwo nie było notowane. | |   |    |                |

### Minialbumy
- Prologue of F.T. Island: Soyogi (2008; japoński)
- Jump Up (2009)
- Beautiful Journey (2010)
- Return (2011)
- Memory in FTISLAND (2011)
- Grown-Up (2012)
- The Mood (2013)
- What If (2018)

### Single
- The One (17.12.2008)
- I Believe Myself (22.04.2009)
- Raining (21.10.2009)
- Flower Rock (19.05.2010)
- Brand New Days (14.06.2010)
- So today... (17.11.2010)
- Satisfaction (20.04.2010)
- Let it go (27.07.2011)
- Distance (30.11.2011)

Inne
- Best Recommendation For JAPAN -Our Favorite Korean Songs (28.09.2011)